# Буневиці
Буневиці (пол. Buniewice, нім. Bünnewitz) — село в Польщі, у гміні Камень-Поморський Каменського повіту Західнопоморського воєводства.
Населення — 162 особи (2011).
У 1975-1998 роках село належало до Щецинського воєводства.

## Демографія
Демографічна структура станом на 31 березня 2011 року:
|          | Загалом | Допрацездатний вік | Працездатний вік | Постпрацездатний вік |
| -------- | ------- | ------------------ | ---------------- | -------------------- |
| Чоловіки | 88      | 18                 | 63               | 7                    |
| Жінки    | 74      | 15                 | 48               | 11                   |
| Разом    | 162     | 33                 | 111              | 18                   |